# Sergio Mur
Sergio Mur (ur. 23 maja 1977 w Madrycie) – hiszpański aktor telewizyjny i filmowy.

## Wybrana filmografia
- 2010: Física o Química jako Jorge
- 2014: Królowa serc jako Fernando San Juan
- 2015-2016: El Señor de los Cielos jako Tim "Timothy" Rawlings